# Vossische Zeitung

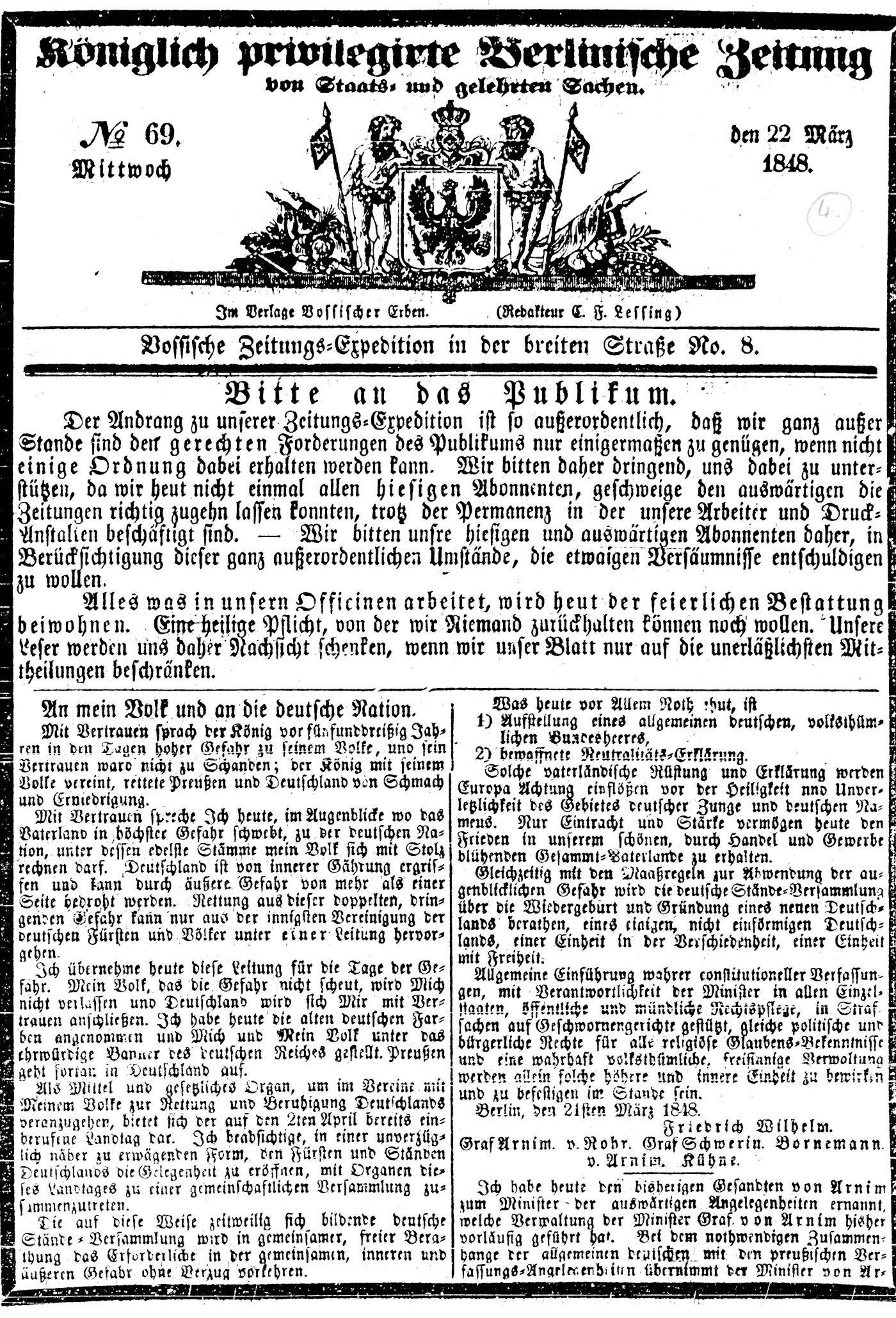
Primeira página de 22 de março de 1848

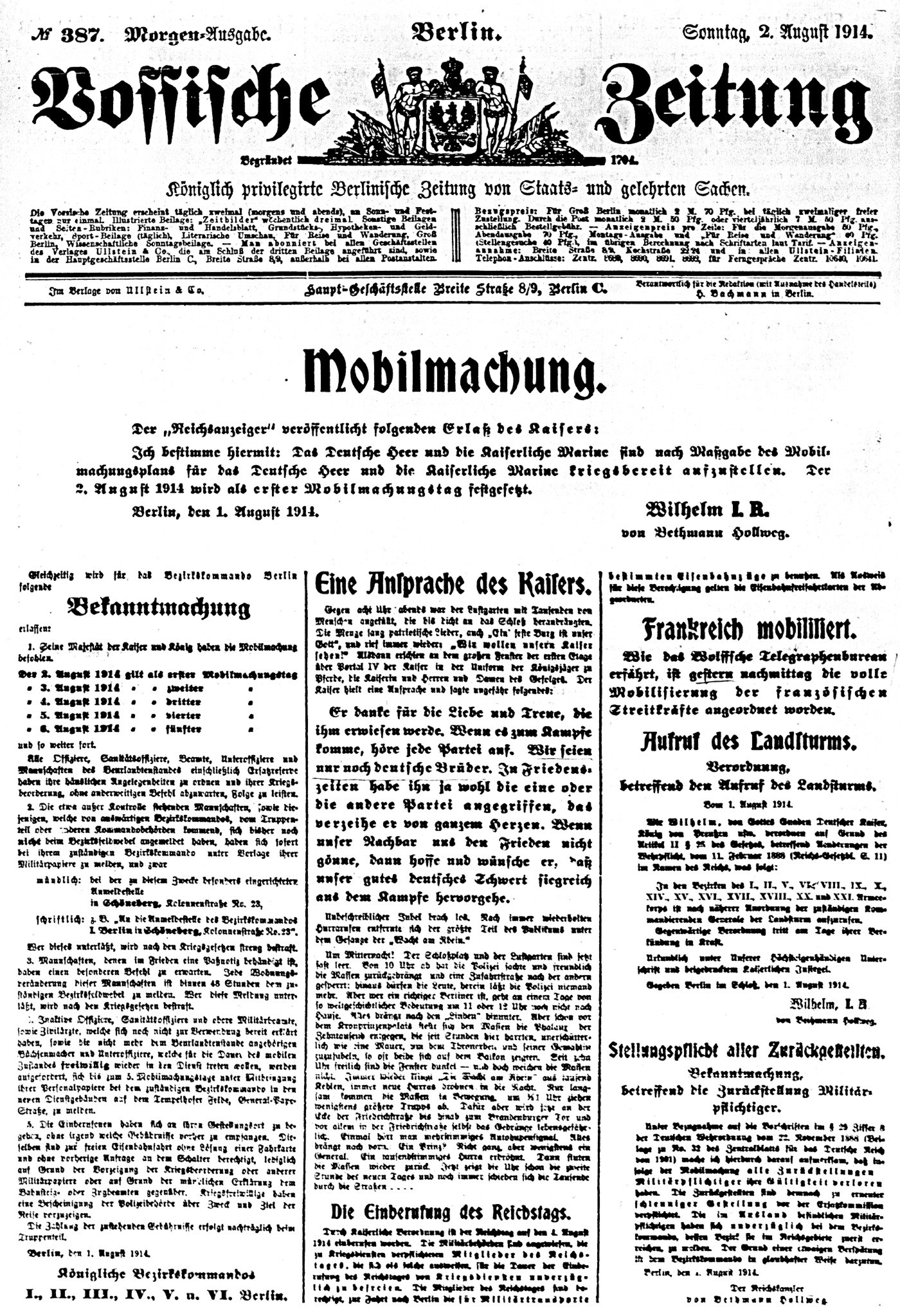
Primeira página de 2 de agosto de 1914

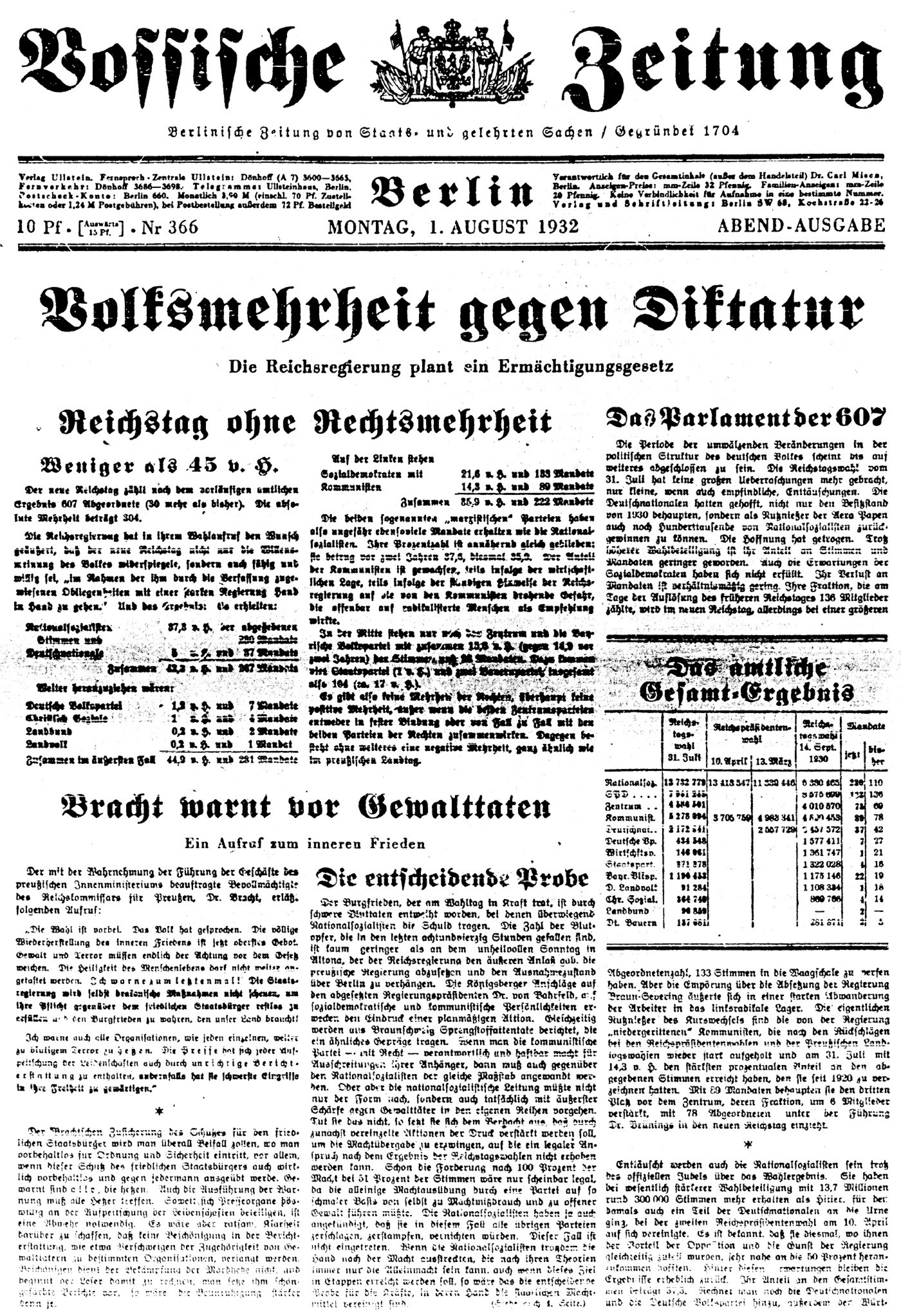
Primeira página de 1 de agosto de 1932

O Vossische Zeitung (mais precisamente: "(Königlich Privilegierte) Berlinische Zeitung von Staats- und Gelehrten Sachen") foi o bem conhecido jornal liberal alemão que foi publicado em Berlim (1721–1934). Seu predecessor foi fundado em 1704. 
Entre os editores da "tia Voss" estavam Gotthold Ephraim Lessing, Willibald Alexis, Theodor Fontane e Kurt Tucholsky.
Até o segundo ano do Terceiro Reich, foi geralmente lembrado como o jornal nacional alemão de registro, como o The Times e Le Monde. Foi então removido pelo partido governista e sucedido pelo órgão da NSDAP - Völkischer Beobachter.  Esse, em troca, caiu junto a outros produtos do estado nacional socialista com o fim da Segunda Guerra Mundial e os jornais na Alemanha tem geralmente sido apenas locais desde então.